# Olympische Sommerspiele 1900/Rudern
Die in der französischen Hauptstadt Paris im Rahmen der Weltausstellung (Exposition Universelle et Internationale de Paris) ausgetragenen Internationalen Wettbewerbe für Leibesübungen und Sport (Concours Internationaux d’Exercices Physiques et de Sports) umfassten Wettbewerbe im Rudern, die Bestandteil der Olympischen Sommerspiele 1900 (Spiele der II. Olympiade) waren.
Die Wettbewerbe im Rudern bestanden im Übrigen aus mehreren Wettkämpfen, die nach Vorstellung von Pierre de Coubertin, dem Begründer der modernen Olympischen Spiele, und nach Maßgabe des Internationalen Olympischen Komitees (IOC) nicht als olympisch angesehen werden. Ein olympischer Wettkampf sollte für jeden Athleten frei zugänglich sein, also keine an die Person des Teilnehmers gebundene Einschränkung besitzen, so z. B. hinsichtlich seines Alters. Die Ruderwettkämpfe, die ausschließlich für Anfänger, Junioren und Senioren ausgeschrieben waren, fanden beim IOC deshalb schon 1912, als man zur Aufarbeitung der Geschichte der ersten fünf Olympischen Spiele einige Entscheidungen über die Zuordnung diverser Sportarten und Wettbewerbe zum olympischen Programm vornahm, keine Berücksichtigung.

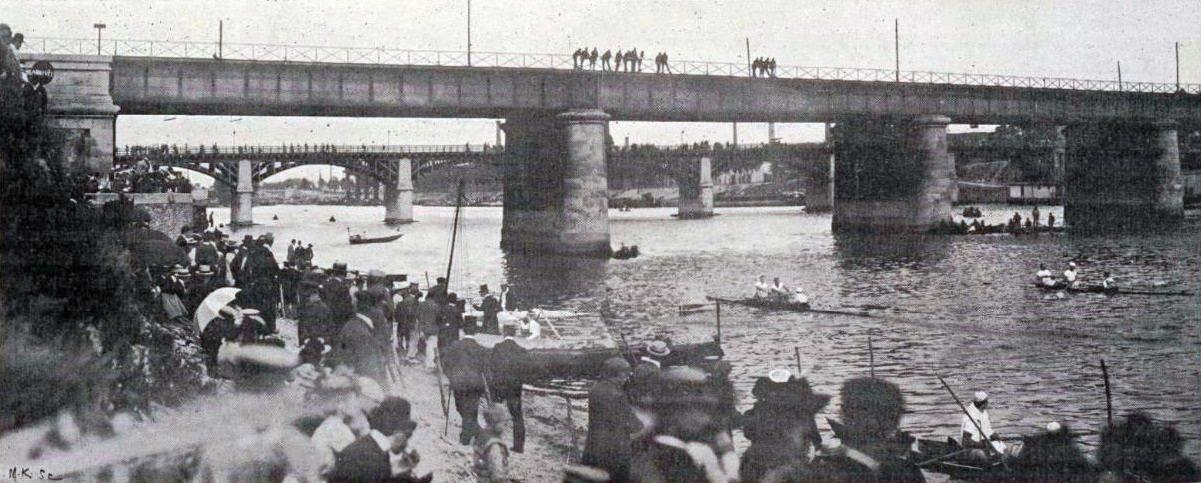
Zielgelände der Ruderstrecke

Das IOC ordnet 5 Wettkämpfe im Rudern dem olympischen Programm der Spiele der II. Olympiade zu. Eigentlich waren es nur 4 Wettbewerbe, doch in der Bootsklasse „Vierer mit Steuermann“ gab es einen Eklat, der zu zwei getrennt gewerteten Finalläufen führte.
Die Wettbewerbe im Rudern waren, wie auch die Mannschaftswettbewerbe zu jener Zeit, allgemein als Wettkämpfe zwischen Vereins- oder Verbandsmannschaften ausgeschrieben. Diese vertraten in der Regel bei internationalen Wettbewerben das jeweilige Land, in dem der Verein oder Verband ansässig war. Es beteiligten sich insgesamt 108 Ruderer aus 8 Nationen. 99 von ihnen waren namentlich bekannt, bei den 9 unbekannten Sportlern handelte es sich durchweg um Steuermänner. Dies erklärt sich dadurch, dass es noch keine genauen Vorschriften für die Mitwirkung der Steuerleute gab. Sie wurden als nebensächlich angesehen und hatten meistens nur die Aufgabe, eine Richtungskorrektur anzuzeigen. Aus diesem Grund verwendete man gerne leichte Jungen, meist noch Kinder. Ihre Herkunft und ihr Name war unwichtig, auch eine Vereinszugehörigkeit war nicht erforderlich. Im Übrigen war es möglich, den Steuermann zu jedem Rennen auszuwechseln. Dies führte zu einer der ungewöhnlichsten und legendärsten Begebenheiten der olympischen Geschichte (siehe Zweier mit Steuermann).
Die Wettbewerbe sollte an zwei Tagen, dem 25. und 26. August ausgetragen werden, wurden jedoch wegen diverser Proteste um einen Tag verlängert. Der Ruderkurs war der Abschnitt der Seine zwischen der Pont Bineau und dem Ort Asnières-sur-Seine. Die Länge betrug 1750 m, wobei die Seine in diesem Abschnitt einen leichten Bogen macht. Die Bahnen waren nicht markiert. Der Mangel an klaren Regeln und eine nachlässige Organisation führte zu manch merkwürdigen Entscheidungen.

## Bilanz

### Medaillenspiegel
Niemand hatte in der Frühzeit der Olympischen Spiele an eine Nationenwertung oder einen Medaillenspiegel gedacht. Dies führt dazu, dass man eine Reihe von Mannschaften mit Athleten unterschiedlicher Nationalität heutzutage gesondert als gemischte Mannschaften wertet. Hierzu gehört auch das Siegerboot im Zweier mit Steuermann. Die Beteiligung des französischen Jungen als Steuermann mit zwei niederländischen Ruderern hat das IOC dazu veranlasst, die Platzierung den gemischten Mannschaften zuzurechnen und nicht ausschließlich den Niederlanden. Es gibt durchaus Veröffentlichungen, in denen dies anders betrachtet wird. Entsprechend verändert stellen sich dort auch die Statistik und der Medaillenspiegel dar.
| Platz  | Land                 | Gold | Silber | Bronze | Gesamt |
| ------ | -------------------- | ---- | ------ | ------ | ------ |
| 1      | Frankreich           | 2    | 3      | 1      | 6      |
| 2      | Deutsches Reich      | 1    | —      | 2      | 3      |
| 3      | Gemischte Mannschaft | 1    | —      | —      | 1      |
| 3      | Vereinigte Staaten   | 1    | —      | —      | 1      |
| 5      | Belgien              | —    | 1      | —      | 1      |
| 6      | Niederlande          | —    | 1      | 1      | 2      |
| 7      | Großbritannien       | —    | —      | 1      | 1      |
| Gesamt | Gesamt               | 5    | 5      | 5      | 15     |

### Medaillengewinner
| Disziplin             | Gold | Silber | Bronze |
| --------------------- | --- | --- | --- |
| Einer                 | Henri Barrelet (FRA) | André Gaudin (FRA) | St George Ashe (GBR) |
| Zweier mit Steuermann | Minerva Amsterdam (XXZ) François Brandt () Roelof Klein () Hermanus Brockmann ( Steuermann im Halbfinale) unbekannt ( Steuermann im Finale)                                                                                             | Société Nautique de la Marne (FRA) Lucien Martinet René Waleff unbekannt (Steuermann) | Rowing Club Castillonais (FRA) Carlos Deltour Antoine Védrenne Paoli (Steuermann) |
| Vierer mit Steuermann | Cercle de l’Aviron de Roubaix (FRA) Henri Bouckaert Jean Cau Émile Delchambre Henri Hazebrouck Charlot (Steuermann) Germania RC Hamburg (GER) Gustav Goßler Oskar Goßler Walther Katzenstein Waldemar Tietgens Carl Goßler (Steuermann) | Union Nautique de Lyon (FRA) Georges Lumpp Charles Perrin Daniel Soubeyran Émile Wegelin unbekannt (Steuermann) Minerva Amsterdam (NED) Coenraad Hiebendaal Geert Lotsij Paul Lotsij Johannes Terwogt Hermanus Brockmann (Steuermann) | Ruder-Club Favorite Hammonia (GER) Wilhelm Carstens Julius Körner Adolf Möller Hugo Rüster Egmont Zahn (Steuermann) Ludwigshafener Ruderverein (GER) Ernst Felle Otto Fickeisen Carl Lehle Hermann Wilker Franz Kröwerath (Steuermann) |
| Achter                | Vesper Boat Club (USA) Louis Abell William Carr Harry DeBaecke John Exley John Geiger Edwin Hedley James Juvenal Roscoe Lockwood Edward Marsh (Steuermann)                                                                              | Koninklijke Roeivereniging Club Gent (BEL) Oscar de Cock Marcel van Crombrugge Jules de Bisschop Prospère Bruggeman Maurice Hemelsoet Frank Odberg Oscar de Somville Maurice Verdonck Alfred van Landeghem (Steuermann)               | Minerva Amsterdam (NED) François Brandt Johannes van Dijk Roelof Klein Ruurd Leegstra Walter Middelberg Hendrik Offerhaus Walter Thijssen Henricus Tromp Hermanus Brockmann (Steuermann)                                               |

## Ergebnisse

### Einer
| Platz | Land | Athlet          | Zeit (min) |
| ----- | ---- | --------------- | ---------- |
| 1     | FRA  | Henri Barrelet  | 7:35,6     |
| 2     | FRA  | André Gaudin    | 7:41,6     |
| 3     | GBR  | St George Ashe  | 8:15,6     |
| 4     | FRA  | Robert d’Heilly | 8:16,0     |
| 5     | FRA  | Louis Prével    | DNF        |

Datum: 25. und 26. August.
Es gab 4 Vorläufe, aus denen sich der jeweils Erste und Zweite für zwei Halbfinalläufe qualifizierten. Von diesen war wiederum der jeweils Erste und Zweite für das Finale vorgesehen.
Schon im Vorlauf gab es den ersten Skandal, als St George Ashe das Boot des Franzosen Benoit rammte und das Rennen neu gestartet wurde. Ashe hatte beim Neustart eigentlich Startverbot, trat trotzdem an, gewann und wurde dennoch nicht disqualifiziert.
In seinem Halbfinallauf protestierte Ashe aus nicht rekonstruierbaren Gründen gegen die Wertung als Dritter hinter Barrelet und Gaudin. Diese wollten den Protest nicht akzeptieren und drohten mit einem Boykott des Finales. Schließlich ließen sie sich doch noch umstimmen und die Organisation ließ fünf Boote am Finale teilnahmen.
Im Finale gab es einen erneuten Zwischenfall, als Louis Prével durch angebliche Behinderung kenterte. Seinem Protest wurde jedoch nicht stattgegeben.

### Zweier mit Steuermann
| Platz | Land | Athleten                                                                                    | Zeit (min) |
| ----- | ---- | ------------------------------------------------------------------------------------------- | ---------- |
| 1     | XXZ  | Minerva Amsterdam François Brandt, Roelof Klein, Hermanus Brockmann, unbekannter Steuermann | 7:34,2     |
| 2     | FRA  | Société Nautique de la Marne Lucien Martinet, René Waleff, unbekannter Steuermann           | 7:34,4     |
| 3     | FRA  | Rowing Club Castillonais Carlos Deltour, Antoine Védrenne, Paoli (Steuermann)               | 7:57,2     |
| 3     | FRA  | Cercle Nautique de Reims Jean-Baptiste Mathieu, Pierre Ferlin, unbekannter Steuermann       | 8:01,0     |

Datum: 25. und 26. August.

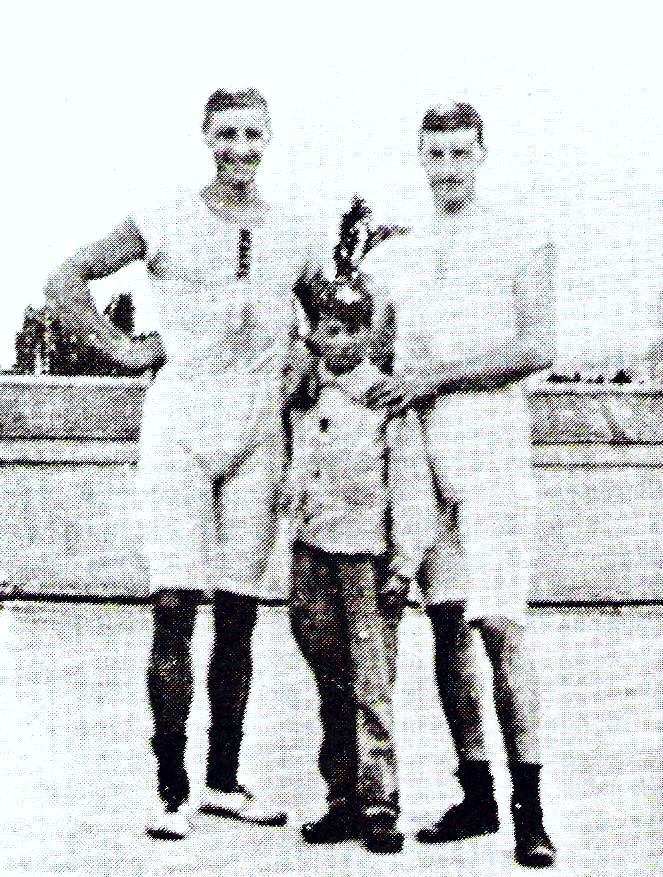
François Brandt (li.) und Roelof Klein mit dem französischen Jungen

Es gab zwei Vorläufe mit drei bzw. vier Booten, aus denen sich das jeweils Erste und Zweite fürs Finale qualifizierten.
Im Boot der Niederländer von Minerva Amsterdam saß beim Vorlauf der Steuermann Hermanus Brockmann, der ca. 60 kg wog. Man qualifizierte sich nur, weil das dritte Boot im Vorlauf aufgeben musste. Für das Finale wollte man das Gewicht reduzieren und wechselte deshalb den Steuermann aus, denn es gab keine genauen Vorschriften für die Mitwirkung der Steuerleute. Herkunft oder Vereinszugehörigkeit waren vollkommen unwichtig. Im Finale saß im Boot der Niederländer schließlich ein Junge, über den es bis zur Gegenwart Spekulationen über Alter und Nationalität gibt. Nach Ansicht von Sporthistorikern ist es am wahrscheinlichsten, dass es sich um einen französischen Straßenjungen im Alter zwischen 7 und 12 Jahren gehandelt habe. Allgemein wird dieser Junge als jüngster Teilnehmer in der Geschichte der Olympischen Spiele angesehen.

### Vierer mit Steuermann
| Platz | Land | Athleten | Zeit (min) |
| ----- | ---- | --- | ---------- |
| 1     | FRA  | Cercle de l’Aviron de Roubaix Henri Bouckaert, Jean Cau, Émile Delchambre, Henri Hazebrouck, Charlot (Steuermann)           | 7:11,0     |
| 2     | FRA  | Union Nautique de Lyon Georges Lumpp, Charles Perrin, Daniel Soubeyran, Émile Wegelin, unbekannter Steuermann               | 7:18,0     |
| 3     | GER  | Ruder-Club Favorite Hammonia (Hamburg) Wilhelm Carstens, Julius Körner, Adolf Möller, Hugo Rüster, Egmont Zahn (Steuermann) | 7:18,2     |

| Platz | Land | Athleten | Zeit (min) |
| ----- | ---- | --- | ---------- |
| 1     | GER  | Germania RC Hamburg Gustav Goßler, Oskar Goßler, Walther Katzenstein, Waldemar Tietgens, Carl Goßler (Steuermann)   | 5:59,0     |
| 2     | NED  | Minerva Amsterdam Coenraad Hiebendaal, Geert Lotsij, Paul Lotsij, Johannes Terwogt, Hermanus Brockmann (Steuermann) | 6:33,0     |
| 3     | GER  | Ludwigshafener Ruderverein Ernst Felle, Otto Fickeisen, Carl Lehle, Hermann Wilker, Franz Kröwerath (Steuermann)    | 6:35,0     |

Datum: 25. bis 27. August.
Die Tatsache, dass in dieser Bootsklasse zwei Finalläufe ausgetragen wurden, ist ein Beweis für die schlechte Organisation gepaart mit mangelndem Durchsetzungsvermögen. Die Aufnahme beider Finalläufe in den Siegerlisten des IOCs ist ein Zeichen für die schwierige Aufarbeitung im Zusammenhang mit den Begleitumständen, unter denen sich die Olympischen Sommerspiele 1900 abspielten.
Von acht teilnehmenden Booten sollten sich in drei Vorläufen 4 Boote für das Finale qualifizieren, und zwar der jeweilige Sieger und der Zeitschnellste Zweite der drei Vorläufe. Im ersten Vorlauf ließ es das Boot des Ludwigshafener Rudervereins langsam angehen, da das gegnerische Boot aus Spanien kein starker Konkurrent war. Dies hatte zur Folge, dass die Boote der Union Nautique de Lyon und des RC Favorite Hammonia Hamburg in den folgenden Vorläufen, obwohl sie sich eigentlich nicht qualifiziert hatten, die Zeit der Ludwigshafener unterbieten konnten. Die Organisation beschloss daraufhin das Finale mit sechs Booten auszutragen.
Für ein Rennen mit sechs Booten war der Kurs jedoch nicht geeignet. Dies erkannten auch die Verantwortlichen und ordneten deshalb zwei Zwischenläufe mit je drei Booten an, die noch vor dem Finallauf am selben Tag ausgetragen werden sollten und von denen sich nur der Sieger für das Finale qualifizieren sollte. Hiergegen legten die vier ursprünglich qualifizierten Boote, aus Ludwigshafen, von der Germania RC Hamburg, von Minerva Amsterdam und vom Cercle de l’Aviron de Roubaix Protest ein. Die Zwischenläufe waren damit hinfällig und man nahm wieder den ersten Gedanken auf, das Finale mit sechs Booten. Mit Ausnahme von Roubaix waren die übrigen drei Protestierer auch gegen diese Anordnung. Zum ursprünglich angesetzten Finallauf erschienen deshalb nur die Boote aus Roubaix, aus Lyon und der RC Favorite aus Hamburg. Das Rennen wurde trotzdem gewertet und sollte das Endergebnis darstellen.
Es herrschte vor Ort ein allgemeines Unverständnis darüber, dass die protestierenden Mannschaften derart übergangen wurden, zumal es sich bei allen drei Booten um den jeweiligen Sieger ihrer Vorläufe handelte. Der Unmut selbst unter den französischen Beobachtern zeigte seine Wirkung, und die Organisatoren veranlassten für den folgenden Tag einen weiteren Finallauf für die drei Protestierer. Auch dieser Finallauf wurde gewertet und als gleichgestellt betrachtet, und so kam es, dass dieses Rennen mit doppelten Siegern und Platzierten in die olympische Geschichte einging.

### Achter
| Platz | Land | Athleten | Zeit (min) |
| ----- | ---- | --- | ---------- |
| 1     | USA  | Vesper Boat Club Louis Abell, William Carr, Harry DeBaecke, John Exley, John Geiger, Edwin Hedley, James Juvenal, Roscoe Lockwood, Edward Marsh (Steuermann)                                                              | 6:07,8     |
| 2     | BEL  | Koninklijke Roeivereniging Club Gent Oscar de Cock, Marcel van Crombrugge, Jules de Bisschop, Prospère Bruggeman, Maurice Hemelsoet, Frank Odberg, Oscar de Somville, Maurice Verdonck, Alfred van Landeghem (Steuermann) | 6:13,8     |
| 3     | NED  | Minerva Amsterdam François Brandt, Johannes van Dijk, Roelof Klein, Ruurd Leegstra, Walter Middelberg, Hendrik Offerhaus, Walter Thijssen, Henricus Tromp, Hermanus Brockmann (Steuermann)                                | 6:23,0     |
| 4     | GER  | Germania RC Hamburg Alexander Gleichmann von Oven, Gustav Goßler, Oskar Goßler, Ernst Jencquel, Walther Katzenstein, Theodor Laurezzari, Waldemar Tietgens, Arthur Warncke, unbekannter Steuermann                        | 6:33,0     |

Datum: 25. und 26. August.

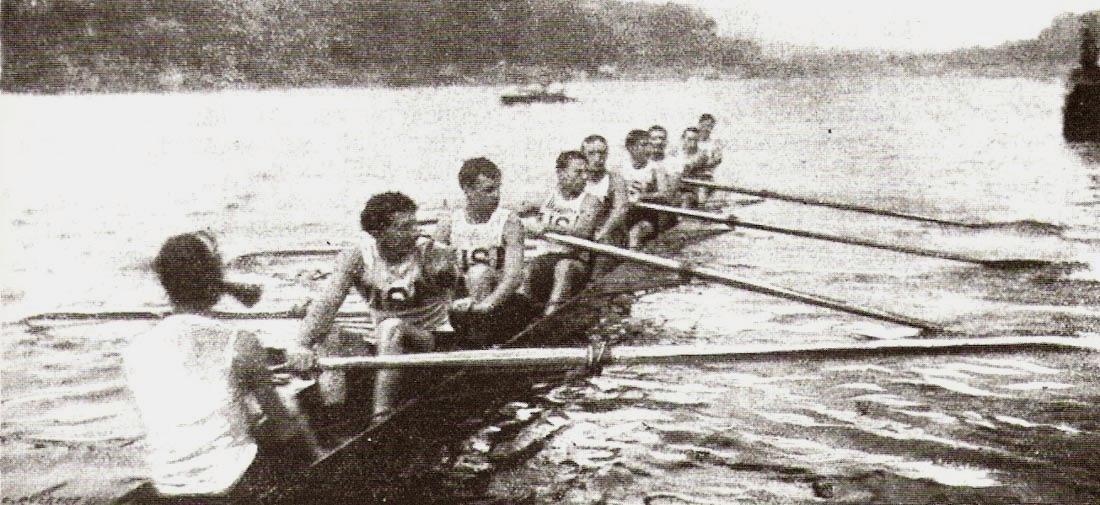
Die siegreichen Amerikaner

Von fünf teilnehmenden Booten sollten sich in zwei Vorläufen vier Boote für das Finale qualifizieren. Das einzige Boot das ausschied, war ein französisches Boot, das im Vorlauf aufgegeben hatte. Damit waren alle drei Boote des zweiten Vorlaufs praktisch schon qualifiziert.
Die niederländischen Ruderer Brand und Klein hatten kurz zuvor das Rennen des Zweiers mit Steuermann gewonnen, weshalb der Achter mit diesen beiden an Bord geschwächt ins Rennen ging. Offiziell wird als Steuermann des niederländischen Bootes Hermanus Brockmann aufgelistet. Schriftliche Aufzeichnungen von Beobachtern des Rennens lassen jedoch die Vermutung zu, dass es sich bei dem tatsächlich am Finale beteiligten Steuermann um denselben Jungen handelt, der bereits im niederländischen Boot beim Zweier mit Steuermann saß.
Das deutsche Boot des Germania RC Hamburg hatte zum Finale ebenfalls einen Austausch des Steuermanns vorgenommen. Man hatte sich den Steuermann der Junioren-Boote des Union Nautique de Bruxelles ausgeliehen. Dies bedeutete zwar eine erhebliche Gewichtsreduzierung, doch einerseits bekam das Boot einen anderen Schwerpunkt, und andererseits gab es einen gewissen Vertrauensverlust, wodurch schließlich das Rennen verloren wurde.